# Iain MacDonald-Smith
Ian Somerled MacDonald-Smith (Oxford, 3 juli 1945) is een Brits zeiler.
MacDonald-Smith won tijdens de Olympische Zomerspelen 1968 samen met Rodney Pattisson de gouden medaille in de Flying Dutchman. 
Tijdens de Olympische Zomerspelen 1976 eindigde MacDonald-Smith als dertiende in de driepersoonsboot Soling.
MacDonald-Smith werd in 1969 en 1970 en samen met Pattisson wereldkampioen in de Flying Dutchman klasse.

## Resultaten

### Wereldkampioenschappen
| Jaar | Plaats   | Resultaten             |
| ---- | -------- | ---------------------- |
| 1969 | Napels   | Flying Dutchman klasse |
| 1970 | Adelaide | Flying Dutchman klasse |

### Olympische Zomerspelen
| Jaar | Plaats      | Resultaten             |
| ---- | ----------- | ---------------------- |
| 1968 | Mexico-stad | Flying Dutchman klasse |
| 1976 | Montreal    | 13e Soling klasse      |

1960: Bjørn Bergvall / Peder Lunde ·
1964: Helmer Pedersen / Earle Wells ·
1968: Iain MacDonald-Smith / Rodney Pattisson ·
1972: Christopher Davies / Rodney Pattisson ·
1976: Eckart Diesch / Jörg Diesch ·
1980: Alejandro Abascal / Miguel Noguer ·
1984: William Carl Buchan / Jonathan McKee ·
1988: Christian Grønborg / Jørgen Bojsen-Møller ·
1992: Luis Doreste / Domingo Manrique